# Negeri Sembilan FA

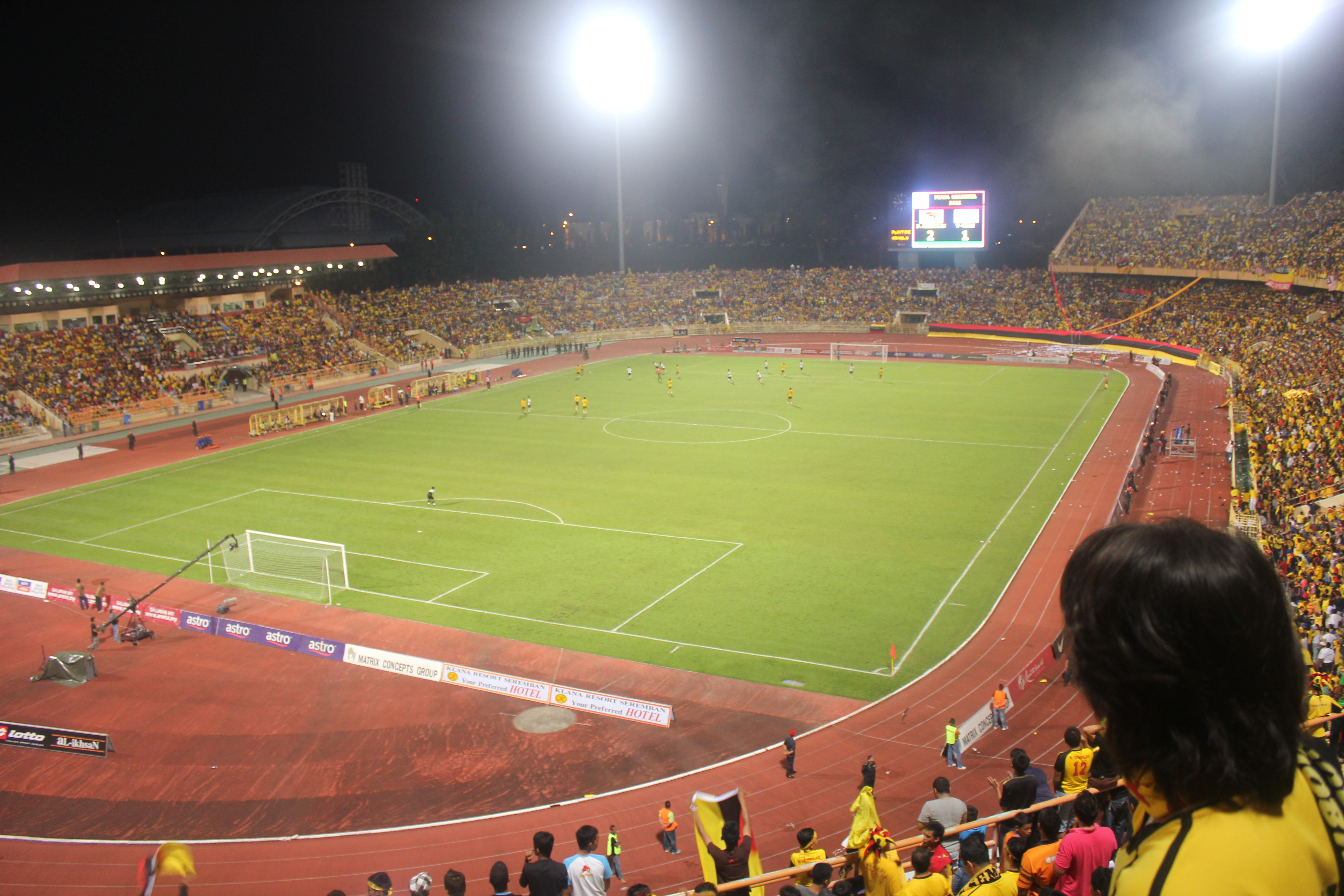
Stadium Tuanku Abdul Rahman, het thuisstadion van Negeri Sembilan FA

Negeri Sembilan FA is een Maleisische voetbalclub uit Seremban. De club draagt de naam van de provincie Negeri Sembilan en vertegenwoordigt die provincie dus. Ze spelen per seizoen 2010/2011 in de hoogste voetbaldivisie van Maleisië, namelijk de Malaysia Super League.

## Palmares
- Beker van Maleisië

Winnaars (2) : 1948, 2009
Finalist (3) : 2000,2006,2010

### Continentaal
- AFC Cup

Groepsfase (2) : 2004,2007

## Bekende (ex-)spelers
- Abdulrazak Ekpoki
- Udo Fortune